# Кинси, Анджела
А́нджела Ки́нси (англ. Angela Kinsey; род. 25 июня 1971 года, Лафейетт, Луизиана, США) — американская актриса, наиболее известная по роли Анджелы Мартин в телесериале «Офис».

## Биография
Родилась в городе Лафейетте, штат Луизиана, США. В три года её семья переехала в Джакарту, столицу Индонезии. Через 12 лет они вернулись в США и обосновались в Арчер Сити, штат Техас.

### Личная жизнь
Кинси была замужем за Уорреном Либерштейном, братом Пола Либерштейна, исполнителя роли Тоби в сериале «Офис». 3 мая 2008 года у Анджелы родилась дочь Изабель Руби Либерштейн.
В июне 2010 года Уоррен и Анджела развелись. 13 ноября 2016 года вышла замуж за Джошуа Снайдера.
Анджела Кинси — пресвитерианка.

## Избранная фильмография
- 2005 — 2013 — «Офис» / The Office — Анджела
- 2010 — «Месть пушистых» / Furry Vengeance  — Фелдер
- 2013 — 2014 — «Новенькая» / New Girl — Роуз
- 2019 — «Чудотворцы» / Miracle Workers  — Гейл